# 瓜達盧佩長喉盤魚
瓜達盧佩長喉盤魚，為輻鰭魚綱鱸形目喉盤魚亞目喉盤魚科的其中一種，分布於中東太平洋的瓜達盧佩島海域，屬底棲性魚類。